# Ischemie mezenterică
Ischemia mezenterică, o afecțiune cunoscută și ca boală vasculară mezenterică , este o afecțiune medicală în care se produce vătămarea intestinului subțire ca rezultat al furnizării unei cantități insuficiente de sânge. Poate interveni brusc, atunci fiind cunoscută sub numele de ischemie mezenterică acută, sau treptat, cunoscută sub numele de ischemie mezenterică cronică. Boala acută se prezintă deseori cu durere severă bruscă. Simptomele pot să se manifeste mai lent la cei cu afecțiuni acute decât în cazul bolii cronice. Simptomele bolilor cronice includ dureri abdominale după masă, pierderea neintenționată în greutate, vărsături și teama de a mânca.

## Cauze și diagnostic
Factorii de risc includ  fibrilație atrială, insuficiență cardiacă, insuficiență renală cronică, tendința de formare a cheagurilor de sânge și, anterior, infarct miocardic. Există patru mecanisme care conduc la un flux necorespunzător de sânge: cheaguri de sânge din alte părți acumulate într-o arteră, o formarea de noi cheaguri de sânge într-o arteră, formarea unui cheag de sânge în vena mezenterică și circulația deficitară a sângelui, ca rezultat al presiunii scăzute a sângelui sau spasmelor arteriale. Boala cronică este un factor de risc pentru boala acută. Metoda optimă de diagnosticare este angiografia;  tomografia computerizată (CT) este utilizată atunci când prima metodă nu este disponibilă.

## Tratament și prognoză
Tratamentul ischemiei acute poate include aplicarea unui stentsau medicație de distrugere a cheagurilor aplicate la locul blocării prin radiologie intervențională. Intervenția chirurgicală deschisă poate fi de asemenea utilizată pentru a îndepărta sau a ocoli obstrucția și este posibil să fie necesară îndepărtarea oricăror intestine care ar putea fi moarte. Dacă nu se tratează rapid, rezultatele sunt adesea minime. Printre cei afectați, chiar și în cazul administrării unui tratament, riscul de deces este de 70% până la 90%. La cei cu boală cronică, operația de bypass reprezintă tratamentul preferat. La persoanele care prezintă tromboză a venelor, se poate trata cu anticoagulante cum ar fi heparina și warfarina, iar în cazul în care nu se observă îmbunătățiri, prin intervenție chirurgicală.

## Epidemiologie și istoric
Ischemia mezenterică acută afectează aproximativ cinci sute de mii de oameni pe an în lumea dezvoltată. Ischemia mezenterică cronică afectează aproximativ o sută de mii de oameni. Majoritatea persoanelor afectate au vârsta peste 60 de ani. Ratele sunt aproximativ egale la bărbați și femei de aceeași vârstă. Ischemia mezenterică a fost descrisă pentru prima data în 1895.